# Boris Tomažič
Boris Tomažič, slovenski klasični filolog in publicist, * 28. november 1913, zaselek Srednje pri Kanalu ob Soči, † 18. november 1994, Opčine, Italija.

## Življenje in delo
Tomažič je osnovno šolo  obiskoval v Kanalu ob Soči, gimnazijo pa v Tolminu in vGorici (1928-1936). V letih 1937−1941 je študiral klasično filologijo na katoliški univerzi v Milanu, in tu izdelal tezo o rimskem pesniku Luciliju Gaju. Med 2. svetovno vojno je bil najprej častnik v italijanski vojski, 1943 je pobegnil iz nemškega ujetništva k partizanom in bil komandant pri Kobalarju nad Kanalom; 1944 so ga zajeli tolminski domobranci, po 3 mesecih jim je ušel ter se skrival do konca vojne. Med 1945–1947 je poučeval v Gorici na slovenski nižji srednji šoli in učiteljišču, hkrati bil ravnatelj nižje strokovne šole. Od 1947 učil v Trstu italijanščino in latinščino na Trgovski akademiji, učiteljišču in Znanstvenem liceju, kjer je bil v šolskem letu 1950/1951 tudi ravnatelj.
Tomažič je za potrebe slovenskega šolstva v zamejstvu napisal več učbenikov. Tomažičevi učbeniki so pisani v čistem jeziku, preprostem, lahko umljivem slogu; snov je razporejena pregledno, s posluhom za metodično podajanje. Naslanjajo se na najboljše, predvsem italijanske sodobne priročnike. V zgodovini filozofije je bil posebej pozoren na slovensko terminologijo, v zgodovini latinske književnosti pa snov večkrat osvetljeval z izvirnimi prevodi odlomkov. Predaval je tudi v oddajah slovenskega radia Trst in objavil  več poljudnih prispevkov o antični kulturi v raznih časopisih. 